# George Charles
George Frederick Lawrence Charles, KCMG (* 7. Juni 1916; †  26. Juni 2004) war ein Politiker der Saint Lucia Labour Party (SLP) aus St. Lucia, der unter anderem zwischen 1960 und 1964 Chefminister war. Aufgrund seiner politischen Verdienste gilt er als Nationalheld.

## Leben

### Gewerkschafter und Gründer der SLP
George Frederick Lawrence Charles absolvierte seine schulische Ausbildung am 1890 gegründeten St. Mary’s College und emigrierte danach nach Aruba, wo er ein Jahr lang für die  Largo Oil and Transport Company arbeitete. Während dieser Zeit begann er sein gewerkschaftliches Engagement und unterstützte nach seiner Rückkehr nach St. Lucia 1945 die Interessen der Arbeiter beim Projekt zum Bau des Castries-Vigie Airport, wo er als Zeitkontrolleur beschäftigt war. 1948 wurde er als Vertreter der Gewerkschaften zum Mitglied des Stadtrates von Castries gewählt und setzte sich für die Verbreitung einer demokratischen Vertretung ein. Aufgrund seines Engagements wurde er 1949 Generalsekretär der 1939 gegründeten Gewerkschaft St. Lucia Workers Cooperative Union und spielte eine wesentliche Rolle in der Arbeiterbewegung des Landes. 1950 war er einer der Schlüsselpersonen bei der Gründung der Saint Lucia Labour Party (SLP), der ältesten noch bestehenden Partei des Landes. Die SLP wurde rasch die führende Partei des Landes und hatte unter seiner Führung eine moderate sozialistische Ausrichtung. Sie trat für die Stärkung der Arbeitnehmerrechte sowie einer größeren Autonomie St. Lucias ein, das zu jener Zeit von einem vom Vereinigten Königreich eingesetzten Administrator regiert wurde.
Bei den ersten Wahlen zum Saint Lucia Legislative Council nach einem allgemeinen Wahlrecht für Erwachsene 1951 gewann sie fünf der acht Sitze und schlug die ebenfalls 1950 gegründete People’s Progressive Party (PPP), die der Mittelschicht nahe stand. In seiner ersten Resolution als gewähltes Mitglied forderte er die rechtliche Anerkennung des Anspruchs auf bezahlten Urlaub, der von den Kolonialbehörden abgelehnt wurde. 1954 wurde er auch Präsident der einflussreichen Gewerkschaft Saint Lucia Workers Union (SLWU). Nachdem die SLP die Wahlen im September 1954 gewonnen hatte, wurde er 1956 erster Minister für Bildung und Soziales in einer Ministerialregierung des britischen Administrators John Kingsmill Thorp beziehungsweise ab 1958 von Julian Asquith, 2. Earl of Oxford and Asquith. 1957 übernahm er zudem die Funktion als Politischer Führer (Leader) der SLP und gewann mit dieser bei den Wahlen 1957 sieben der acht Sitze im Saint Lucia Legislative Council. In der Folgezeit kam es zu einer Reihe von Verfassungsreformen, die schließlich 1960 zu einem vollständigen System der Ministerialregierung führte. Dem nunmehr 13-köpfigen Legislativrat gehörten zehn gewählte Mitglieder an.

### Chief Minister und Oppositionsführer

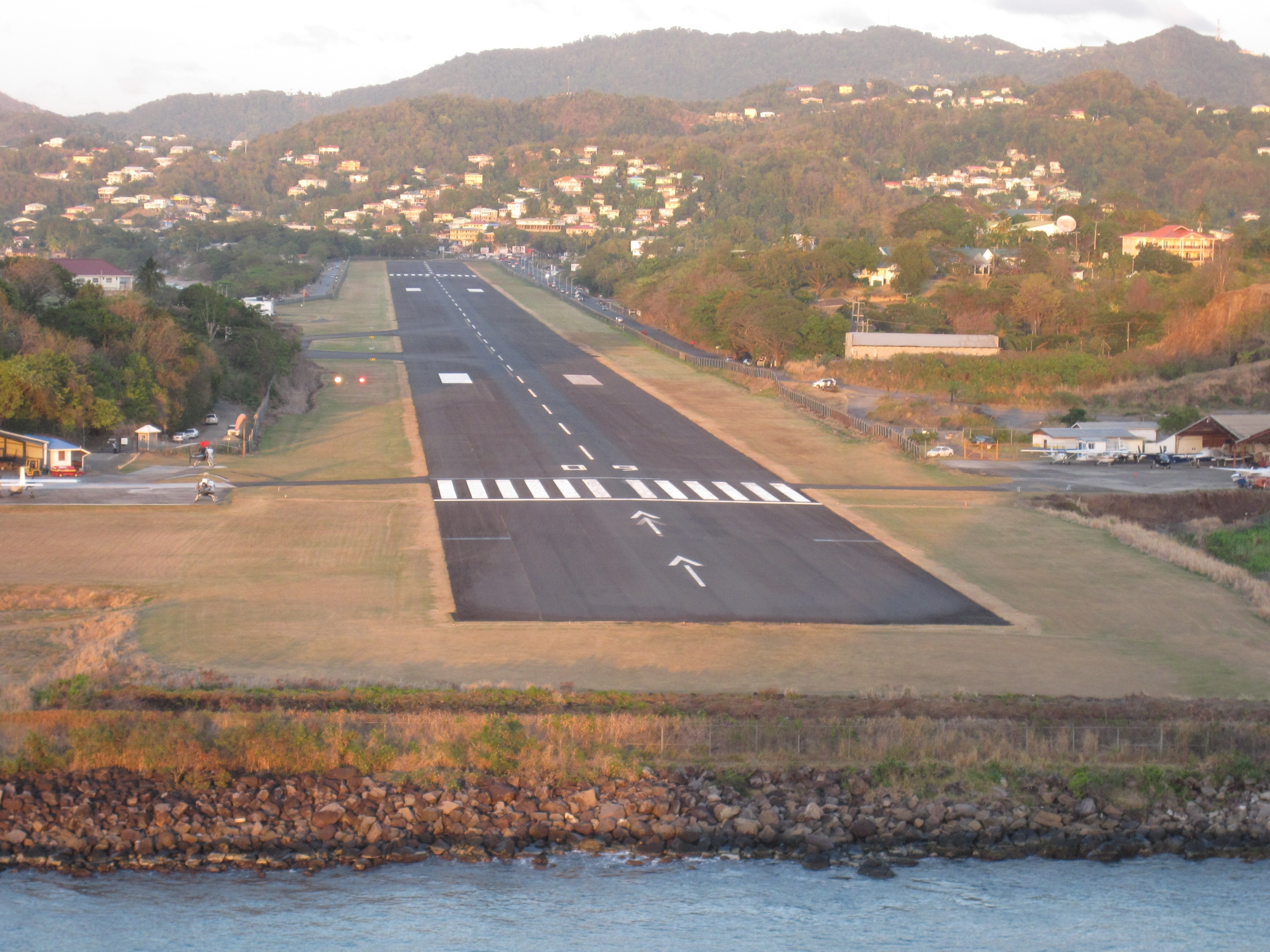
George Frederick Lawrence Charles zu Ehren wurde am 4. August 1997 der Castries-Vigie Airport in George F. L. Charles Airport umbenannt.

Daraufhin wurde George Charles am 1. Januar 1960 erster Chefminister (Chief Minister) von St. Lucia. Bei den darauf folgenden Wahlen 1961 gewann die SLP neun der zehn zu wählenden Sitze im Legislative Council. Allerdings wurde seine Führung von einer Gruppe jüngerer Parteifunktionäre in Frage gestellt, die bei internen Auseinandersetzungen gegen seine Wiederwahl als Parteiführer und Chefminister eintraten. Nach der Wahl 1961 gründeten sie mit der National Labour Movement (NLM) eine neue politische Partei, so dass die SLP mit sechs der zehn gewählten Mitglieder nur noch über eine knappe Mehrheit im Legislativrat verfügte. Allerdings kam es zu weiteren parteiinternen Konflikten, die zum Austritt von zwei weiteren gewählten SLP-Abgeordneten und zur Ausrufung von Neuwahlen führte. Er bekleidete das Amt des Chefministers bis zur Niederlage der SLP bei den Wahlen im April 1964, woraufhin John Compton von der neugegründeten United Workers Party (UWP) neuer Chief Minister wurde. Im Anschluss wurde die UWP zur dominierenden Partei und die SLP befand sich bis zur Unabhängigkeit am 22. Februar 1979 in der Opposition, so dass George Charles eine weniger bedeutende Rolle in der Politik spielte. Er bekleidete das Amt des Parteiführers bis 1967 und trat 1968 auch als Präsident der St. Lucia Workers Union zurück. Er legte schließlich im April 1974 auch die Funktion als Oppositionsführer (Leader of the Opposition) nieder, die daraufhin Allan Louisy übernahm.
Für seine langjährigen Verdienste wurde ihm 1987 das St. Lucia Cross verliehen, die zweithöchste Auszeichnung des Landes. Im September 1992 wurde die Sir Ira Simmons Secondary School in George Charles Secondary School umbenannt. Am 4. August 1997 wurde ihm zu Ehren auch der Castries-Vigie Airport in George F. L. Charles Airport umbenannt. Am 13. Juni 1998 wurde er von Königin Elisabeth II. zum Knight Commander des Order of St Michael and St George (KCMG) geschlagen, so dass er fortan den Namenszusatz „Sir“ führte. Er verstarb am 26. Juni 2004 nach kurzer Krankheit und wurde am 22. Februar 2015 anlässlich des 36. Jahrestages des Unabhängigkeit zusammen mit George Compton posthum zu einem der Nationalhelden von St. Lucia erhoben.